# 維吉里馬峰
10°20′22″N 67°50′12″W / 10.3395°N 67.8366°W
維吉里馬峰（西班牙語：Pico Vigirima），是委內瑞拉的山峰，位於該國北部卡拉波波州，處於瓜卡拉以北的聖華金，由亨利皮蒂爾國家公園負責管轄，海拔高度1,789米。